# 泰禾人壽
泰禾人壽保險有限公司前身為大新人壽保險有限公司，成立於1990年，原是大新金融集團旗下公司，主要在香港銷售保險產品。

## 沿革
2016年，大新金融集團放售旗下大新人壽，吸引超過10間公司競購大新人壽。泰禾投資集團以總代價106億港元購入大新人壽保險、大新保險服務及澳門人壽，其中80億元為收購代價，餘下26億元代價用作支付大新銀行及澳門商業銀行為泰禾集團未來15年獨家銀保分銷。2017年11月24日，大新人壽保險有限公司正式改名為泰禾人壽保險有限公司。
2020年4月28日，被評級機構穆迪下調評級至「Caa1」的深交所上市公司泰禾集團發公告表示有意從泰禾投資集團手上收購泰禾人壽，引起市場關注泰禾人壽之財務穩定性。同年5月1日，泰禾人壽表示是次收購計劃已被取消。
2021年2月，泰禾人壽暫停接受所有新業務，為期3個月。5月10日，公司表示繼續暫停承保新保單。
2023年8月，保險業監管局首次援引《保險業條例》委任顧問的權力，任命羅兵咸永道2名合伙人（韋艾理及Peter Greaves）為泰禾人壽顧問，在包括資產和財產管理、投資策略及向保單持有人派發分紅等若干特定範疇提供支援
2024年7月，保險業監管局委任德勤•關黃陳方會計師行的黎嘉恩、甘仲恒及德勤咨詢（香港）有限公司的鄭文龍為泰禾人壽經理，接管其業務及資產。同日，百慕達金融管理局取得百慕達最高法院的命令，委任德勤為泰禾人壽聯合臨時清盤人，旨在配合香港監管行動分隔泰禾人壽的資產（而並非將其清盤）。

## 外部連結
- 泰禾人壽保險有限公司 （页面存档备份，存于）